# Friedrich Rathgen
Friedrich Rathgen (Eckernförde, 2. lipnja 1862. – Berlin, 19. studenoga 1942.) bio je njemački kemičar i utemeljitelj znanosti o konzervaciji.

## Životopis
Rođen je Eckernfördeu, pokrajina Schleswig Holstein, 2. lipnja 1862. godine. Na sveučilištu u Goettingenu 1881. je studirao prirodne znanosti. Kratko vrijeme studira u Berlinu, te doktorira na sveučilištu u Marburgu,i to u području organske kemije godine 1886.
Godine 1888. je postao prvi ravnatelj Kemijskog laboratorija kraljevskih muzeja u Berlinu, a na ovom položaju ostaje do umirovljenja 1927. godine.
Jedna je od najznačajnijih osoba u svezi s ranim razvitkom konzervacije umjetnina, posebice arheološkog materijala.
Nadnevak kad se zaposlio u Berlinskim muzejima smatra se istinskim početkom znanstveno zasnovane konzervacije restauracije te nadnevkom utemeljenja znanosti o konzervaciji.
Izrazito je značajan i njegov priručnik posvećen konzervaciji (Die Konservierung von Altertumsfunden) izdan 1898., a već 1905. preveden na engleski jezik. Prva je to knjiga koja je u cijelosti posvećena konzervaciji umjetničkih i arheloških predmeta.
Knjiga je bila podijeljena na 2 dijela i taj se je pristup zadržao i u svim izdanjima poslije:
Prvi dio - posvećen promjenama koje starine prolaze prije i nakon iskapanja.
Drugi dio - diskutira različite konzervatorske postupke, s primjerima iz europskih muzeja onog vremena.
U izdanju iz 1926. pažnja je posvećena i povijesnim te etnografskim predmetima.
Brojne danas korištene metode obrade arheološkog materijala bile su tu zastupljene, no Rathgen se usprkos tome rijetko citira u današnjoj literaturi.

## Nasljeđe
Lik i djelo Friedricha Rathgena danas živi kroz Rathgenov Istraživački Laboratorij pri Nacionalnom muzeju u Berlinu, zasigurno jednu od vodećih institucija na području znanosti o konzervaciji, tehnologije umjetnosti i arheometrije. Laboratorij istražuje širok spektar muzejskog materijala, s naglaskom na znanstvenom pristupu zaštiti spomenika i arheoloških nalazišta.

## Vanjske poveznice
- Rathgen,F. The preservation of antiquities:A handbook for Curators(1905.)
- Gilberg,M. Friedrich Rathgen: The Father of Modern Archaeological Conservation
- Životopis Friedricha Rathgena  Arhivirana inačica izvorne stranice od 18. veljače 2021. (Wayback Machine)